# 索萨
索萨是巴西帕拉伊巴州的一个市镇。总面积842平方公里，总人口65930人，人口密度78.3人/平方公里。